# Катіна Олена Сергіївна
Олéна Сергíївна Кáтіна (рос. Елена Сергеевна Катина; нар. 4 жовтня 1984, Москва) — російська співачка, авторка пісень і екссолістка попгурту «Тату». З 2009 року бере участь у міжнародному сольному проєкті Lena Katina.
Фігурантка бази даних центру «Миротворець» через незаконне відвідування окупованої Росією території Луганської області.

## Ранні роки
Народилася 4 жовтня 1984 року.
Батько — Сергій Васильович Катін, засновник, музикант і автор пісень групи «Дюна». Нині Сергій Катін займається бізнесом, пов'язаним з вініловими пластинками. Мати — Інеса Всеволодівна Катіна. Є молодша сестра Катерина. Бабуся по лінії батька — художниця Ася Микитівна Катіна (1936).
Батьки розлучилися, і Олена виховувалася матір'ю та вітчимом. З чотирьох років Олена відвідувала спортивні секції та музичні гуртки. З восьми років навчалася в музичній школі по класу фортепіано. У 10 років почала виступати в дитячому ансамблі «Авеню», де співала протягом трьох років. Потім Олена перейшла до вокально-інструментального ансамблю «Непосиди», де її подругою стала Юля Волкова. Катіна покинула ансамбль у 14 років у зв'язку з віковими обмеженнями «Непосид».

## 1999—2009: у складі групи «Тату»
У 1999 році за результатами кастингу, організованого рекламним агентом Іваном Шаповаловим, потрапила до музичного проєкту, який незабаром отримав назву «Тату». За участю композитора Олександра Войтинського були записані пісні «Югославія» та «Навіщо я». Пізніше за результатами додаткового кастингу на проєкт була зарахована і 14-річна Юля Волкова.
Перший сингл групи «Тату» під назвою «Я зійшла з розуму», що вийшов у грудні 2000 року, став хітом спочатку в СНД, а після перекладу пісні англійською мовою, і у світі. Згадуючи запис цієї пісні, говорила: «У мене тоді були проблеми з дикцією, тому Шаповалов на перших порах змушував мене співати з пробкою в роті — щоб щелепа якось розробилась».
Закінчивши школу 2001 року, Олена Катіна вступила до Московського гуманітарно-економічного інституту на факультет психології, який заочно закінчила у 2007 році.
У 2006 році дует Олени та Юлі почав викладати відео зі свого життя в мережу інтернеті.
У березні 2009 року менеджмент гурту «Тату» заявив, що солістки припиняють роботу гурту в режимі «full time» та стартують свої сольні кар'єри, а в січні 2011 року на прем'єрі фільму «Ти і я» в Москві учасниці колективу заявили про остаточний розпад гурту.
У 2009 році Олена Катіна перенесла операцію в клініці Стенфордського університету (Пало-Альто), де їй зробили лазерну корекцію зору.

## Сольний проект Lena Katina

### 2009—2011
З квітня 2009 року Олена Катіна почала свою сольну кар'єру в інтернаціональному музичному проєкті «Lena Katina», переїхавши жити з Москви до Лос-Анджелеса. Олена переспівала старі хіти «Тату» і записала нові пісні.
11 вересня 2009 року відкрився офіційний сайт Олени.
30 травня 2010 року відбувся перший сольний виступ Олени Катіної в клубі «Troubadour» в Лос-Анджелесі.
12 червня 2010 року Олена Катіна виступила на американському фестивалі «PrideFest», що підтримує ЛГБТ-культуру, в Мілвокі.
19 вересня 2011 року відбулася прем'єра пісні Олени Катіної «Waiting» у програмі «Попутники» на радіостанції «Ехо Москви». 28 вересня 2011 року мексиканська група «Belanova» за участю Олени Катіної випустила відео на спільну пісню «Tic Toc».
26 жовтня 2011 року Олена виступила на церемонії «Lunas del Auditorio Awards в Мексиці».
13 грудня 2011 року Олена Катіна дала свій перший благодійний web-концерт на «FanKix», всі зібрані кошти від якого були перераховані до японського фонду «Ashinaga», що надає підтримку дітям, постраждалим під час стихійного лиха в Японії 11 березня 2011 року. Тут же була презентована нова пісня «Keep on Breathing» (в перекладі з англ. «Продовжуй дихати»). Цю баладу Олена Катіна склала разом зі своїми музикантами, присвятивши її постраждалим під час катастрофи в Японії 11 березня 2011 року.

### 2012—2014
28 квітня 2012 року ремікс Dave Audé на пісню «Never Forget» очолив загальноамериканський музичний чарт «Billboard Dance/Club Play Songs». Подібного успіху з виконавців родом з СНД домігся лише гурт «Тату».
5 травня 2012 року відбулася прем'єра кліпу дуету німецького музиканта Кларка Оуена та Олени Катіної на пісню «Melody».
29 вересня 2012 року Олена Катіна дала концерт у Санкт-Петербурзі на Міжнародному фестивалі квір-культури «Квірфест-2012». Тут Олена Катіна вперше публічно виконала пісню «Югославія», присвятивши її першому продюсеру і засновнику гурту «Тату» Івану Шаповалову.
30 вересня 2012 року відбулася прем'єра пісні «Shot» в дуеті з російським репером T-killah на радіостанції «Love radio». 24 жовтня 2012 року відбулася прем'єра пісні «Paradise», записаної разом з російським композитором Сергієм Галояном. 31 жовтня 2012 року Олена Катіна виступила з 15-хвилинним концертом в Західному Голлівуді (Лос-Анджелес, США) в рамках найбільшого в світі карнавалу, присвяченого Хелловіну.
11 грудня 2012 року Олена Катіна, вперше за більш ніж три роки, возз'єдналася зі своєю колишньою колегою Юлею Волковою для спільного виступу в Бухаресті (Румунія) на телешоу «Голос» на підтримку ювілейного перевидання альбому «200 km/h In the Wrong Lane (10th Anniversary Edition)».

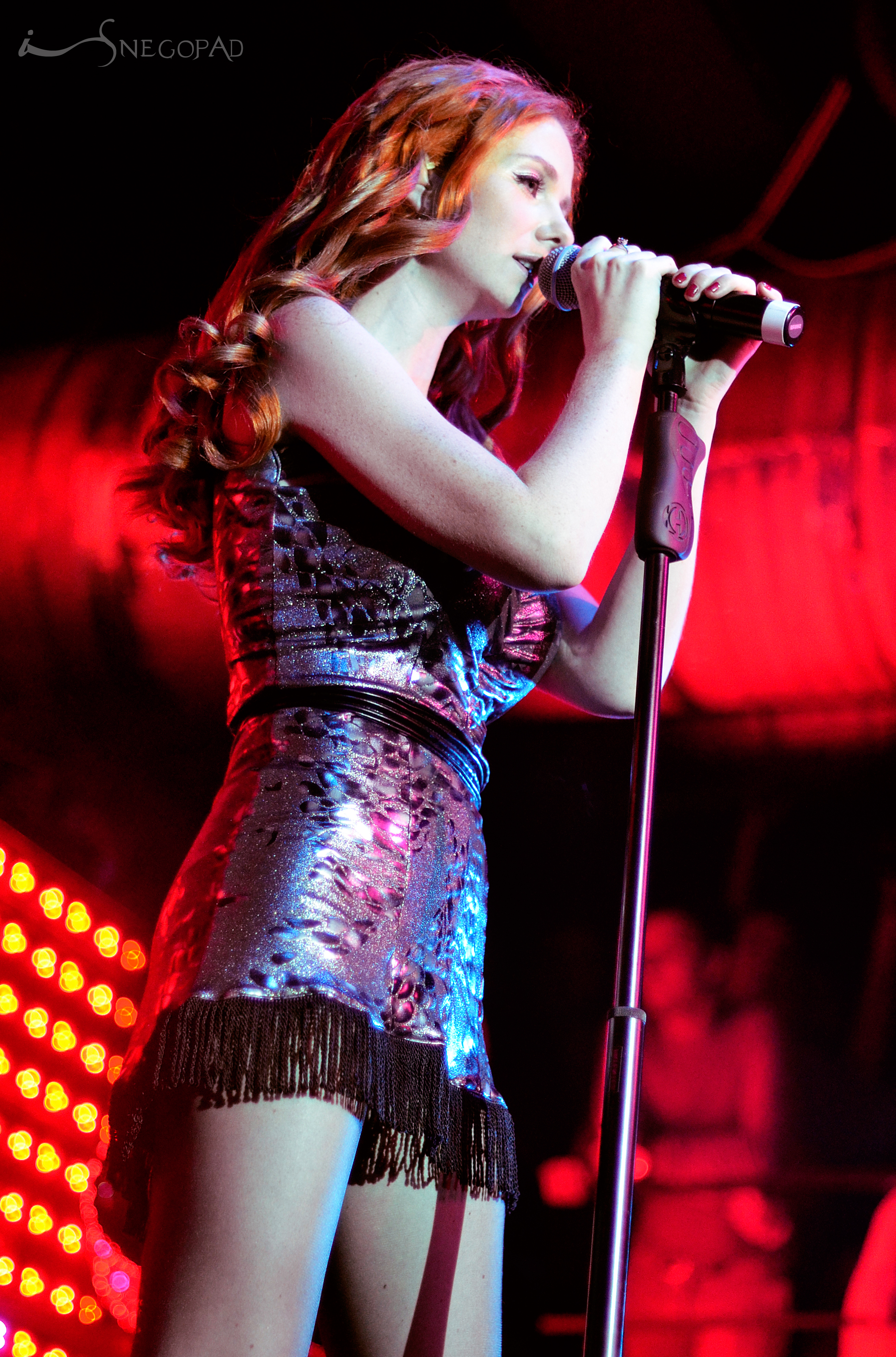
Олена Катіна на сольному концерті в Москві.(2013 рік)

14 квітня 2013 року на офіційному каналі на YouTube співака T-Killah відбулася прем'єра кліпу на пісню «Я буду поруч» («Shot»), в дуеті з Оленою Катіною.
24 вересня 2013 року відбулася прем'єра синглів «Lift me up» та «Levantame» англійською та іспанською мовами. Прем'єра синглу супроводжувалася відкриттям нового сайту lenakatina.com. 1 жовтня відбулася прем'єра кліпу «Lift me up».
7 лютого Олена Катіна та Юля Волкова возз'єдналися для виступу на відкритті XXII Зимових Олімпійських ігор в Сочі, проте вже 17 лютого Олена зробила офіційну заяву про остаточний розпад групи через ряд нерозв'язних суперечностей з Юлею.
Співачка продовжила сольну кар'єру і влітку випустила трек спільно з групою Re: boot (ex-Cinema Bizarre) — Century. Майже одночасно з новим треком, вийшов перший фізичний live-CD співачки — European Fan Weekend 2013.
У вересні Олена Катіна оголосила про дату виходу сольного альбому «This is who I am» і фільмування нового кліпу «Who I am».

### 2015 рік
У 2015 році вийшов новий відеокліп в дуеті з італійською співачкою Noemi Smorra та прем'єра останнього синглу «An Invitation» в підтримку дебютного альбому.
22 травня в Олени Катіної народився син, якого назвали Олександр.
Робота над сольним проєктом була припинена, але кліпи «An Invitation» і «Golden Leaves» були по заслузі оцінені критиками й отримали декілька нагород на кінофестивалях в Америці (див. розділ «нагороди»).

### 2018 рік
2 червня 2018 року Олена Катіна відвідала окупований Луганськ і виступила на концерті, посвяченому 80-річчю «Ворошиловградської» області.

## Особисте життя
Олена Катіна жила в Лос-Анджелесі, але у 2015 році повернулася до Москви. Влітку 2012 року стало відомо, що в Росії Олена також перекладає власні пісні з англійської російською мовою.
- Колишній чоловік — словенський рок-музикант Сашо Кузмановіч, у серпні 2013 року вони зіграли весілля[27]. Весілля відсвяткували у двох країнах: на батьківщині Сашо — в Словенії та на батьківщині Олени — в Росії[28].
  - Син Олександр (нар. 22 травня 2015 роки)[29].

За власними словами Олена Катіна вірянка, регулярно ходить до церкви. «Євангеліє» і «Несвяті святі» архімандрита Тихона — настільні книги. Любить готувати, особливо супи та пасту.[джерело?]

## Студійні альбоми

### Англійською мовою
| Назва            | Інформація                                                                              |
| ---------------- | --------------------------------------------------------------------------------------- |
| This Is Who I Am | - Реліз: 18 листопада 2014 - Лейбл: Katina Music Inc. - Формат: CD, цифрова дистрибуція |

### Іспанською мовою
| Назва       | Інформація                                                                         |
| ----------- | ---------------------------------------------------------------------------------- |
| Esta Soy Yo | - Реліз: 1 липня 2016 - Лейбл: Katina Music Inc. - Формат: CD, цифрова дистрибуція |

## Офіційні сингли
| Назва           | Альбом           | Дата релізу  | Рік  |
| --------------- | ---------------- | ------------ | ---- |
| «Never Forget»  | This Is Who I Am | 4 серпня     | 2011 |
| «Lift Me Up»    | This Is Who I Am | 24 вересня   | 2013 |
| «Who I Am»      | This Is Who I Am | 7 жовтня     | 2014 |
| «An Invitation» | This Is Who I Am | 18 листопада | 2014 |
| «Levántame»     | Esta Soy Yo      | 1 липня      | 2016 |
| «Silent Hills»  | TBA              | 22 жовтня    | 2017 |
| «После нас»     | TBA              | 4 березня    | 2018 |
| «Косы»          | TBA              | 3 серпня     | 2018 |
| «Макдоналдс»    | TBA              | 12 вересня   | 2018 |

## Промо-сингли
| Назва               | Альбом           | Рік  |
| ------------------- | ---------------- | ---- |
| «Keep On Breathing» | без альбому      | 2011 |
| «Just A Day»        | This Is Who I Am | 2013 |
| «Fed Up»            | This Is Who I Am | 2014 |

## Сингли за участю Олени Катіної
| Сингл                                                                           | Альбом                   | Рік  |
| ------------------------------------------------------------------------------- | ------------------------ | ---- |
| «Guardian Angel» (Abandon All Ships feat. Lena Katina)                          | Geeving                  | 2010 |
| "Tic-Toc (Belanova feat. Lena Katina)                                           | Sueño Electro II         | 2011 |
| «Melody» (Clark Owen feat. Lena Katina)                                         | без альбому              | 2012 |
| «Shot» / «Я буду поруч» (T-Killah feat. Lena Katina)                            | BOOM                     | 2013 |
| «Paradise» (Sergio Galoyan feat. Lena Katina)                                   | Paradise (EP)            | 2013 |
| «It's Christmas Time» (Orbit Monkey feat. Lena Katina)                          | It's Christmas Time (EP) | 2013 |
| «Century» (Re: boot feat. Lena Katina)                                          | без альбому              | 2014 |
| «Любов у кожній миті» (Юля Волкова, Лігалайз і Mike Tompkins feat. Lena Katina) | без альбому              | 2014 |
| «Golden Leaves» (Noemi Smorra feat. Lena Katina)                                | Trasparente (EP)         | 2015 |
| «Here I Go Again» (Daddy Mercury feat. Lena Katina)                             | TBA                      | 2017 |

## Відеокліпи
| Назва           | Альбом           | Режисер                             | Рік  |
| --------------- | ---------------- | ----------------------------------- | ---- |
| - Never Forget  | This Is Who I Am | James Cox                           | 2011 |
| - Lift Me Up!   | This Is Who I Am | David Lehre                         | 2013 |
| - Who I Am      | This Is Who I Am | Jason Wisch                         | 2014 |
| - An Invitation | This Is Who I Am | Livia Alcalde & Francesco Sperandeo | 2015 |
| - Levántame     | Esta Soy Yo      | David Lehre                         | 2016 |
| - После нас     | TBA              |                                     | 2018 |

## Відео за участі Олени Катіної
| Назва                                                                                   | Альбом           | Режисер                             | Рік  |
| --------------------------------------------------------------------------------------- | ---------------- | ----------------------------------- | ---- |
| Tic-Toc — кліп Belanova за участі Л. Катіної                                            | Sueño Electro II | Daniel Robles                       | 2011 |
| Melody — кліп Clark Owen за участі Л. Катіної                                           | без альбому      | Jason Wisch                         | 2013 |
| Shot / Я буду поруч — кліп T-Killah зв участі Л. Катіної                                | BOOM             | Chopchop                            | 2014 |
| Любов у кожній миті — кліп Юлі Волкової, Лигалайза і Mike Tompkins за участі Л. Катіної | без альбому      | Elena Kiper                         | 2015 |
| Golden Leaves — кліп Noemi Smorra за участі Л. Катіної                                  | Trasparente (EP) | Livia Alcalde & Francesco Sperandeo | 2016 |

## Фільмографія
- 2011 — «Ти і я» (в ролі самої себе)
- 2014 — «Феї: Таємниця піратського острова» (голос феї Зоряни)
- 2014 — «Близько, але далеко» (в ролі купідона)

## Нагороди

### Кліп «Never Forget»
- 2011, Best music video 2011 (MTV Russia)

### Кліп «An Invitation»
- 2015, Best soft rock — фестиваль короткометражного кіно і музичних відеокліпів «Apex» (Міннесота)
- 2015, Platinum winner — International Independent Film Awards (Каліфорнія)
- 2015, Best video — фестиваль The Старому Award USA

### Кліп «Golden Leaves»
- 2015, фестиваль короткометражних фільмів «Best Shorts Competition» (Каліфорнія)
- 2015, Best video — European Film Festival (Берлін)